# Svansele
Svansele  ( umesamiska Svenssa) är en småort i Norsjö kommun vid Skellefteälvens norra strand. Orten ligger i Norsjö distrikt (Norsjö socken), drygt 12 kilometer sydväst om Jörn, 10 kilometer sydost om Petikträsk och 20 kilometer nordost om Norsjö.
I Svansele ligger Svansele vildmarkscenter som har camping, konferens och hotell.
Vid folkräkningen den 31 december 1890 bodde 127 personer i byn Svansele.

## Befolkningsutveckling
| Befolkningsutvecklingen i Svansele 1960–2015  | Befolkningsutvecklingen i Svansele 1960–2015 | Befolkningsutvecklingen i Svansele 1960–2015 | Befolkningsutvecklingen i Svansele 1960–2015 | Befolkningsutvecklingen i Svansele 1960–2015 |
| --------------------------------------------- | -------------------------------------------- | -------------------------------------------- | -------------------------------------------- | -------------------------------------------- |
|                                               |                                              |                                              |                                              |                                              |
| År                                            |                                              |                                              | Folkmängd                                    | Areal (ha)                                   |
| 1960                                          | 1960                                         |                                              | 203                                          | 88                                           |
| 1990                                          | 1990                                         |                                              | 133                                          | 42#                                          |
| 1995                                          | 1995                                         |                                              | 116                                          | 43#                                          |
| 2000                                          | 2000                                         |                                              | 93                                           | 44#                                          |
| 2005                                          | 2005                                         |                                              | 89                                           | 48#                                          |
| 2010                                          | 2010                                         |                                              | 64                                           | 49#                                          |
| 2015                                          | 2015                                         |                                              | 52                                           | 71#                                          |
| Anm.: Upphörde som tätort 1965. # Som småort. |                                              |                                              |                                              |                                              |

## Svansele dammängar
Svansele dammängar är ett naturreservat nära Svansele som är 96,49 hektar stort varav 6,218 hektar vatten. Området har varit föremål för naturskydd sedan 1972.
Petikån dämmas upp varje vinter, vilket betyder att ån stängs åt för att kunna översvämma hagmarkerna (en typ av betesmark). Petikåns näringsrika slam ger en bättre skörd på ängarna. I reservatet finns ett 40-tal ängslador där det förvarades hö. Ladorna är i bra skick. Reservatet ligger cirka två kilometer norr om Svansele. På vägen 846 har man en vacker utsikt över ängarna.
Sedan Svanseles grundades har människor skördat gräs från närliggande ängar och myrar för att ge vinterfoder till sina djur. År 1825 byggdes den första dammen längre nedströms. På de mest produktiva områdena skördades hö fram till 1960. Skörden skedde på sensommaren, med en vass krokförsedd lie och senare räfsas och torkades allt på hässjor. Växter som klipptes i dammängarna var bland annat rörflen, hästsvans och fräken. I dag slås endast några få hektar av ängarna. Resten hålls öppet genom röjning.

## Byns historia

### Första husen
Den 4 januari 1764 godkände häradsrätten byggandet av Svansele ett och två. 1811 fanns det 21 personer i Svansele.

### Svansele brand
1870 brändes Svansele ner, för att någon ställde ut varm aska, vinden började blåsa och gräset började brinna. Branden gick från gräset till träden och därifrån till husen, bara några hus från älvens sida blev oskadda. Man hade inte möjlighet att släcka en så stor brand, så man väntade tills elden hade slocknat av sig själv och byggde sedan upp sitt hus igen. 1910 fanns det 184 personer.
År 1922 byggdes en landsväg genom byn.

## Svansele idag
Nu bor ungefär 50 människor i Svansele. Det finns bara en grönsaksaffär av Svansele Grönt kvar. Inga kor och for, men några hästar finns kvar. En höjdpunkt är Svansele Vildmarkscenter. Befolkningen har minskat sedan 1960.